# Ginnick

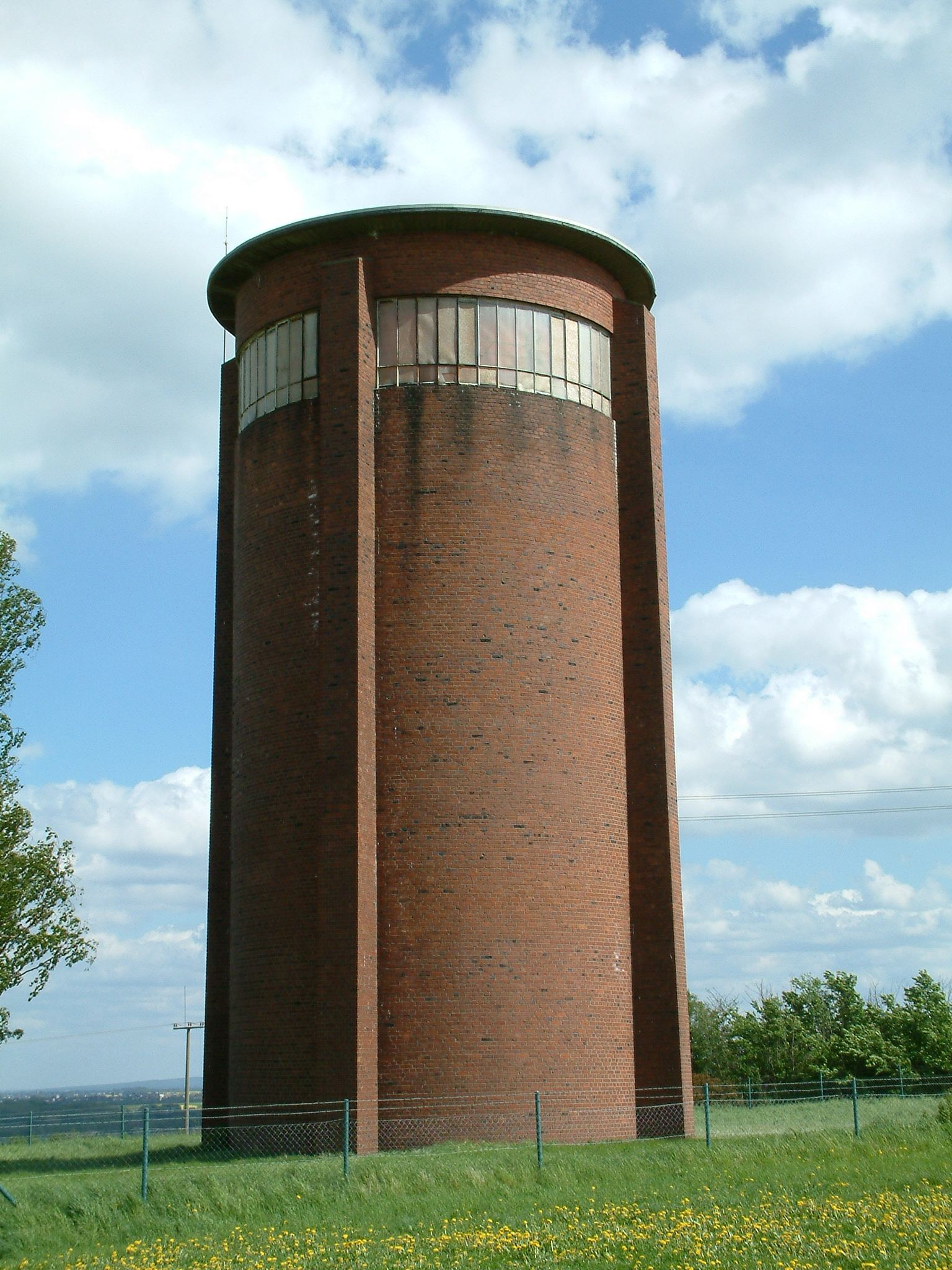
Wasserturm in Ginnick

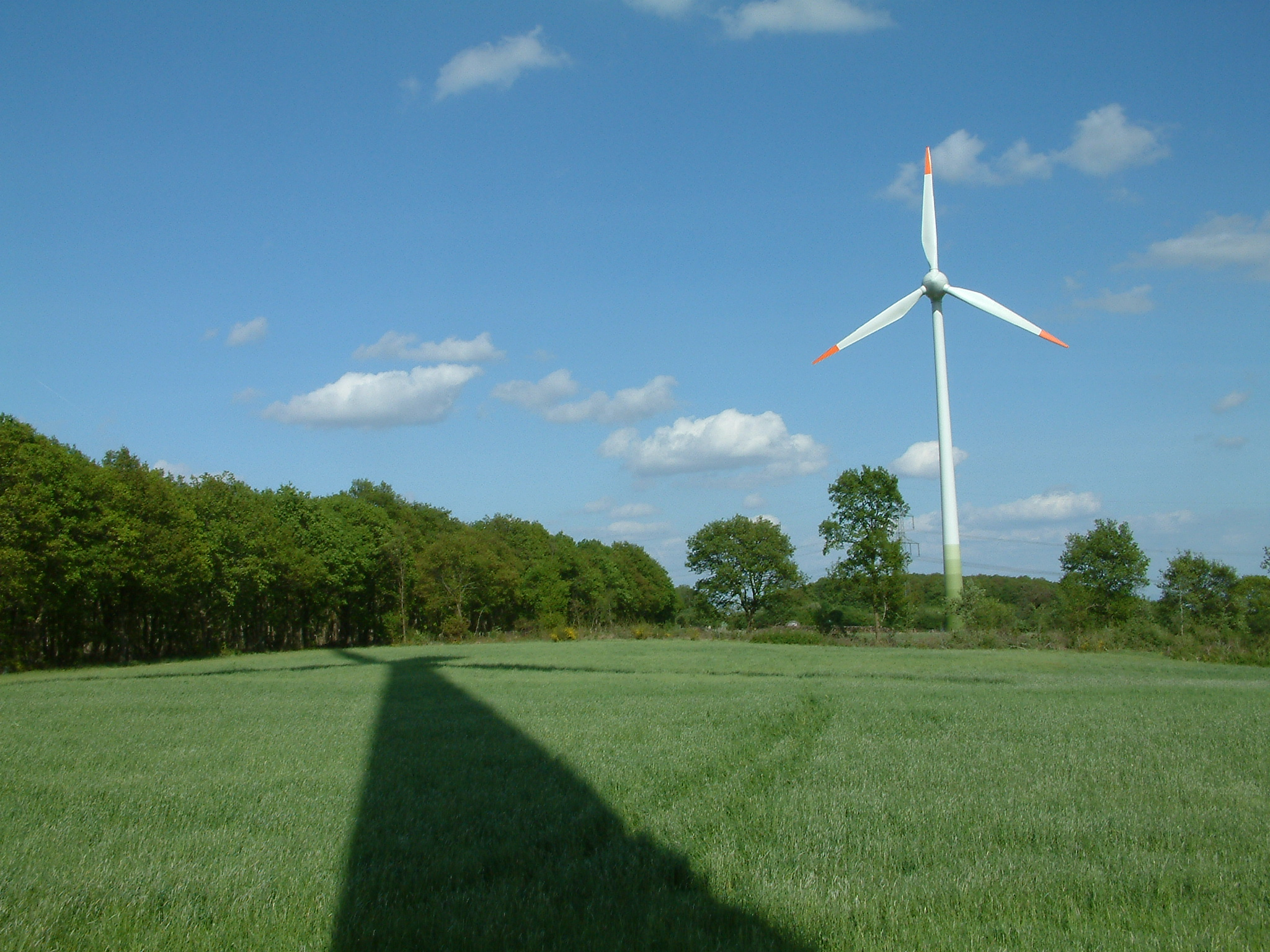
Windrad zur Stromerzeugung in den Feldern vor Ginnick

Ginnick (Gimnich) um 1801

Ginnick ist ein Ortsteil der Gemeinde Vettweiß im Kreis Düren in Nordrhein-Westfalen.

## Geographie
Ginnick liegt am äußersten südwestlichen Rand der Zülpicher Börde in der Voreifel. Der höchste Punkt der Gemeinde Vettweiß liegt am Wasserturm bei 231 m über NN. Südlich von Ginnick befindet sich das FFH-Gebiet Ginnicker Bruch.

## Geschichte
Ginnick wurde erstmals 1176 erwähnt. Der Ortsname kommt aus dem althochdeutschen Wort ginicki und ist abgeleitet aus der Bezeichnung für eine Krümmung oder Biegung im Gelände = „genic“.
Eine weitere Erwähnung findet sich auf einer Tranchot-Müffling-Karte. Um 1801 hieß der Ort Gimnich.
Etwa um die Jahre 1910 bis 1920 wurde unmittelbar östlich von Ginnick in der Grube Prosperina-Elisabeth unter Tage Torf abgebaut, welcher vor Ort zu „Klütten“ gepresst, getrocknet und verkauft wurde. Zeitzeuge Bartel Thelen (1903–1986) aus Ginnick berichtete aus der Kindheit, dass mundartlich die als „Torfstecher“ bezeichnete Bergarbeiter etwa zu dieser Zeit hier beschäftigt waren. Der sogenannte „Torfberg“ war im Besitz von Fritz Hall und wurde 1860 als Prosperina-Elisabeth konsolidiert. Die Vorgänger waren das 1832 begründete Feld Proserpina bei Füssenich/Ginnick (Besitzer war der Unternehmer Hermann Josef Hall aus Zülpich) und das Feld Elisabeth (Besitzer war Graf Eduard Berghe von Trips zu Hemmersbach, dem auch die Burg Juntersdorf gehörte).
Am 1. Juli 1969 wurde Ginnick durch das Gesetz zur Neugliederung von Gemeinden des Landkreises Düren nach Vettweiß eingemeindet.

## Sehenswürdigkeiten
Zu den Sehenswürdigkeiten gehören der Wasserturm, der auf einer Anhöhe steht und den Ort weithin sichtbar überragt, die Filialkirche und frühere Pfarrkirche St. Antonius sowie einige alte Bauernhäuser.

## Verkehr
Ginnick wird von den AVV-Linien 231, 291 und 298 des Rurtalbus im öffentlichen Personennahverkehr bedient. Bis zum 31. Dezember 2019 wurden die Linien 231 und 298 vom BVR Busverkehr Rheinland betrieben.
| Linie | Verlauf |
| ----- | --- |
| 231   | Froitzheim – Ginnick – Embken – Wollersheim – Vlatten – Heimbach Bf – (Hasenfeld – Schwammenauel – Kermeter – Urfttalsperre/Hastenbach / Abtei Mariawald) / (Hergarten – Düttling) – Wolfgarten – Gemünd – Nierfeld – Olef – Schleiden |
| 291   | Düren Bf/ZOB – StadtCenter – Kaiserplatz – Stockheim – Soller – Frangenheim – Froitzheim – Ginnick – Embken – (Muldenau ←) Wollersheim – Vlatten |
| 298   | Düren Bf/ZOB – StadtCenter – Gneisenaustraße – Binsfeld – Rommelsheim – Bubenheim – Jakobwüllesheim – Vettweiß – Froitzheim – (Ginnick ← Embken ← Juntersdorf ←) Füssenich – Geich – Zülpich Post – (Zülpich Bf –) Zülpich Frankengraben – (Adenauerpl./Schulzentr. –) (Nemmenich –) Ülpenich – (Enzen –) Dürscheven – Elsig – Euenheim – Euskirchen Berufskolleg – Euskirchen Bf |

## Vereine
Das Vereinsleben im Ort (Stand 2010) umfasst die Karnevalsgesellschaft Gennecke Pänz, die jährlich am dritten Januarwochenende zwei Sitzungen veranstaltet, den Verein für Rasenspiele, der u. a. die Kirmes im Herbst organisiert, einen Musikverein und eine Löschgruppe der Freiwilligen Feuerwehr mit einer Jugendfeuerwehr.

## Veranstaltungen
- Karnevalssitzung am dritten Samstag im Januar, Kindersitzung am Sonntag
- Karnevalsumzug mit Beteiligung der Einwohner und Nachbardörfer am Karnevalssonntag
- Sportwoche in den Sommerferien
- Sommerfest / Open-Air am Turm
- Herbstkirmes und Hahneköppen
- St.-Martins-Umzug mit großem Martinsfeuer und anschließender Feier im Bürgerhaus. Beim Ginnicker St.-Martins-Zug sind viele der Häuser entlang des Zugwegs geschmückt. Außerdem wird von der Feuerwehr ein Feuerwerk veranstaltet.

## Sonstiges
- In Ginnick wohnt die Autorin Gisela Blümmert, die mehrere Kriminalromane und Sachbücher veröffentlicht hat.
- Die ehemalige Volksschule wurde zum Bürgerhaus umgebaut.

## Weinbau
Früher wurde bei Ginnick Wein angebaut. Die Weinberge sind erstmals 1514 zwischen Froitzheim und Ginnick erwähnt. Dort befand sich auch ein Kelterhaus. Noch 1716 besaß der Kurfürst von der Pfalz, der damalige Landesherr von Jülich-Berg, um Ginnick 19 Morgen 1 Viertel 2 Pinten Weinberg.